# Georg Bernhard Bilfinger
Pour les articles homonymes, voir Bilfinger.
Georg Bernhard Bilfinger (23 janvier 1693-18 février 1750), est un philosophe, mathématicien et scientifique allemand. Il est né à Cannstatt dans le duché de Wurtemberg et décédé à Stuttgart.

## Biographie
Il enseigna à Tubingue, devint conseiller privé, président du consistoire. 
Ses principaux ouvrages sont :
- Dilucidationes phiiosophicae, de deo, anima humana, mundo (Tübingue, 1725, 1746, 1768)
- De harmonia animi et corporis humani commentatio (Francfort et Leipzig, 1735, Tübingue, 1741)
- De origine et permissione mali (1724).

On lui doit aussi un nouveau genre de fortifications, qui porte son nom. Il fut couronné par l'Académie des sciences de Paris pour un mémoire sur la Cause de la pesanteur.
Cet article comprend des extraits du Dictionnaire Bouillet. Il est possible de supprimer cette indication, si le texte reflète le savoir actuel sur ce thème, si les sources sont citées, s'il satisfait aux exigences linguistiques actuelles et s'il ne contient pas de propos qui vont à l'encontre des règles de neutralité de Wikipédia.